# Hitomi (satellite)
Hitomi, indicato prima del lancio come ASTRO-H e New X-ray Telescope (NeXT), è stato un satellite per l'astronomia a raggi X sviluppato dalla agenzia spaziale giapponese JAXA per lo studio dei processi ad alta energia presenti nell'universo. Il telescopio spaziale è stato ideato con l'intenzione di estendere le ricerche già condotte attraverso l'Advanced Satellite for Cosmology and Astrophysics (ASCA o ASTRO-D) con osservazioni nella banda dei raggi X caratterizzata da energie superiori ai 10 keV.
Hitomi è stato lanciato il 17 febbraio 2016, dal Centro spaziale di Tanegashima a bordo di un razzo H-IIA. Il 27 marzo si sono persi i contatti con il telescopio e nell'aprile del 2016 la Jaxa ha annunciato che non ritiene possibile recuperarne il controllo.

## Caratteristiche tecniche
Hitomi era un telescopio spaziale di 14 metri di lunghezza, con una massa di 2700 kg. Il corpo principale del satellite, lungo 5,6 metri, ospitava le principali ottiche del telescopio. Da esso, si estendeva, nella direzione del suo asse principale, un braccio lungo 6,4 metri alla cui estremità era collocato il rilevatore HXI. In tal modo, il telescopio raggiungeva la lunghezza focale di 12 metri necessaria per eseguire osservazioni nella banda dei raggi X duri con i due rilevatori posti alle estremità opposte del satellite. Dal corpo principale si estendeva inoltre l'ala che ospitava i pannelli fotovoltaici, in grado di fornire una potenza di 3500 W.
Le comunicazioni con il centro di controllo a terra avveniva nella banda X delle microonde, con una velocità di 8 Mbit/s. La capacità di archiviazione a bordo era di 12 Gbit.

## Lancio
Nel 2008 il lancio del satellite è stato programmato per il 2013, tuttavia nel 2013 è stato rinviato di due anni e successivamente programmato per il 12 febbraio 2016.
Con alcuni giorni di ritardo per le cattive condizioni meteo, Astro-H è stato lanciato dal centro spaziale di Tanegashima il 17 febbraio 2016 alle 08:45 UTC. Il lanciatore H-IIA ha immesso il telescopio in un'orbita terrestre bassa circolare di circa 575 km di quota, con un'inclinazione di 31° e un periodo di circa 96 minuti. La separazione dal razzo è avvenuta 14 minuti dopo il lancio e i pannelli fotovoltaici sono stati dispiegati correttamente. A questa fase è seguita la ridenominazione della missione in Hitomi.

## Perdita delle comunicazioni
Il 26 marzo il satellite ha eseguito una rotazione per puntare il proprio telescopio verso la galassia Markarian 205. Il sistema di determinazione dell'assetto del satellite era composto da due sottosistemi: un sensore stellare ed un'unità inerziale. Il sistema ha utilizzato il sensore stellare per controllare la posizione del satellite e poi avrebbe dovuto aggiornare l'unità inerziale, ma questo non è avvenuto.
Mentre compiva tale manovra, il satellite stava attraversando l'anomalia del Sud Atlantico, e questo ha avuto due conseguenze importanti: ha reso impossibili le comunicazioni con la Terra, impedendo qualunque intervento umano per evitare il problema, e le particelle ad alta energia hanno verosimilmente danneggiato l'elettronica di bordo.
Poiché l'unità inerziale non è stata aggiornata con la nuova posizione, vi era una discrepanza tra la posizione indicata dall'unità e quella indicata dal sensore stellare. In una tale situazione, il sistema è progettato per dare priorità all'unità inerziale, la quale forniva informazioni sbagliate, indicando una rotazione del satellite di circa 20 gradi all'ora, che in realtà non c'era.
A questo punto il satellite ha tentato di fermare la sua apparente rotazione prima usando le ruote di reazione e quindi, poiché sembravano non avere effetto, azionando anche i propulsori d'assetto. Questi hanno causato una rotazione del satellite, questa volta reale, che ha continuato ad aumentare fino a superare i limiti di progetto, causando il cedimento dei supporti dei pannelli solari e di altre parti del satellite. Alcune osservazioni fatte nei giorni successivi mostravano il corpo principale del satellite circondato da almeno altri 5 oggetti di grosse dimensioni.